# Majid al-Muhandis
Majed El Mohandes, voluit  Majid Amir Aazir Zebra (Arabisch:ماجد المهندس) (Bagdad, 25 oktober 1971), is een Iraaks zanger, dichter en schrijver.